# Nasal bilabial
A nasal bilabial é um tipo de fone consonantal empregado em alguns idiomas. O símbolo deste som tanto no alfabeto fonético internacional quanto no X-SAMPA é m. Ocorre no português em palavras como "montanha".
Ocorre quase universalmente, e poucas línguas (por exemplo, Mohawk) são conhecidas por não ter esse som.

## Características
- Sua forma de articulação é oclusiva, ou seja, produzida pela obstrução do fluxo de ar no trato vocal.[1]
- Como a consoante também é nasal, o fluxo de ar bloqueado é redirecionado pelo nariz.[1]
- Seu local de articulação é bilabial, o que significa que está articulado com os dois lábios.
- Sua fonação é sonora, o que significa que as cordas vocais vibram durante a articulação.[1]
- É uma consoante nasal, o que significa que o ar pode escapar pelo nariz, exclusivamente (plosivas nasais) ou adicionalmente pela boca.[1]
- Como o som não é produzido com fluxo de ar sobre a língua, a dicotomia central-lateral não se aplica.[1]
- O mecanismo da corrente de ar é pulmonar, o que significa que é articulado empurrando o ar apenas com os pulmões e o diafragma, como na maioria dos sons.[1]

## Ocorrência
| Língua               | Língua               | Palavra          | AFI          | Significado     | Notas                             |
| -------------------- | -------------------- | ---------------- | ------------ | --------------- | --------------------------------- |
| Adigue               | Adigue               | мазэ             | [maːza]      | Lua             |                                   |
| Árabe                | Padrão               | مطابخ            | [maˈtˤaːbɪχ] | Cozinhas        |                                   |
| Armênio              | Oriental             | մայր             | [mɑjɾ]ⓘ      | Mãe             |                                   |
| Assírio neo-aramaico | Assírio neo-aramaico | mara             | [maːra]      | Proprietário    |                                   |
| Basco                | Basco                | maitatu          | [majt̪at̪u]    | Amar            |                                   |
| Bengali              | Bengali              | মা                | [ma]         | Mãe             |                                   |
| Búlgaro              | Búlgaro              | мъгла            | [mɐɡla]      | Fumaça          |                                   |
| Catalão              | Catalão              | mare             | [ˈmaɾə]      | Mãe             |                                   |
| Cherokee             | Cherokee             | ᎠᎹ               | [ama˦]       | Água            |                                   |
| Chinês               | Cantonês             | 猫 / māau        | [maːu̯˥]ⓘ     | Gato            |                                   |
| Chinês               | Mandarim             | 猫 / māo         | [mɑʊ̯˥]ⓘ      | Gato            |                                   |
| Tchuvache            |                      | манăн            | manɑ̆n        | Meu             |                                   |
| Tcheco               | Tcheco               | muž              | [mʊʃ]        | Homem           |                                   |
| Holandês             | Holandês             | mond             | [mɔnt]       | Boca            |                                   |
| Inglês               | Inglês               | him              | [hɪm]ⓘ       | Dele            |                                   |
| Esperanto            | Esperanto            | tempo            | [ˈtempo]     | Tempo           |                                   |
| Filipino             | Filipino             | manok            | [maˈnok]     | Gaki            |                                   |
| Finlandês            | Finlandês            | minä             | [ˈminæ]      | Eu              |                                   |
| Francês              | Francês              | manger           | [mɑ̃ʒe]       | Comer           |                                   |
| Georgiano            | Georgiano            | სამი/sami        | [ˈsɑmi]      | Três            |                                   |
| German               | German               | Maus             | [maʊ̯s]       | Rato            |                                   |
| Grego                | Grego                | μάζα / maza      | [ˈmaza]      | Massa           |                                   |
| Guzerate             | Guzerate             | મોર / mōr         | [moːɾ]       | Pavão masculino |                                   |
| Havaiano             | Havaiano             | maka             | [maka]       | Olho            |                                   |
| Hindi                | Hindi                | मधु               | [məd̪ʱuː]     | Mel             |                                   |
| Hebraico             | Hebraico             | אמא              | [ˈʔimäʔ]     | Mãe             |                                   |
| Húngaro              | Húngaro              | ma               | [mɒ]         | Hoje            |                                   |
| Indonésio            | Indonésio            | masuk            | [ˈmäsʊʔ]     | Entrar          |                                   |
| Italiano             | Italiano             | mamma            | [ˈmamma]     | Mamãe           |                                   |
| Japonês              | Japonês              | 乾杯 / kampai    | [kampai]     | Felicidade      |                                   |
| Cabardiano           | Cabardiano           | мазэ             | [maːza]      | Lua             |                                   |
| Cagaianem            | Cagaianem            | manang           | [manaŋ]      | Irmã mais velha |                                   |
| Coreano              | Coreano              | 마을 / maeul     | [ma̠ɯɭ]       | Vila            |                                   |
| Lituano              | Lituano              | mama             | [ˈmɐmɐ]      | Mãe             |                                   |
| Macedônio            | Macedônio            | мајка            | [ˈmajka]     | Mãe             |                                   |
| Malaio               | Malaio               | malam            | [mäläm]      | Noite           |                                   |
| Malaiala             | Malaiala             | കമ്മി              | [kəmmi]      | Redução         |                                   |
| Maltês               | Maltês               | ilma             | [ilma]       | Água            |                                   |
| Marata               | Marata               | मन               | [mən]        | Mente           |                                   |
| Mutsun               | Mutsun               | muruṭ            | [muɾuʈ]      | Noite           |                                   |
| Nepali               | Nepali               | आमा               | [ämä]        | Mãe             |                                   |
| Norueguês            | Norueguês            | mamma            | [ˈmɑmːɑ]     | Mãe             |                                   |
| Ojibwe               | Ojibwe               | ᐊᓈᒥᒻ             | [ənaːˈmɪm]   | Acusar          |                                   |
| Odia                 | Odia                 | ମା                | [mä]         | Mãe             |                                   |
| Persa                | Persa                | مادر             | [mɒdær]      | Mãe             |                                   |
| Pirarrã              | Pirarrã              | baíxi            | [ˈmàí̯ʔì]     | Pai             | Alofone de /b/                    |
| Polonês              | Polonês              | masa             | [ˈmäsä]ⓘ     | Massa           |                                   |
| Português            | Português            | mato             | [ˈmatu]      | Mato            |                                   |
| Punjabi              | Punjabi              | ਮੈਂ                | [mɛ̃ː]        | Eu              |                                   |
| Russo                | Russo                | муж              | [muʂ]ⓘ       | Marido          | Contrasta com forma palatalizada. |
| Servo-Croata         | Servo-Croata         | мој / moj        | [mȏːj]       | Meu             |                                   |
| Eslovaco             | Eslovaco             | muž              | [mu̞ʃ]        | Homem           |                                   |
| Esloveno             | Esloveno             | miš              | [míʃ]        | Rato            |                                   |
| Spanish              | Spanish              | grumete          | [ɡɾuˈme̞te̞]   | Grumete         |                                   |
| Suaíli               | Suaíli               | miti             | [ˈmiti]      | Árvore          |                                   |
| Sueco                | Sueco                | mask             | [mask]       | Minhoca         |                                   |
| Tailandês            | Tailandês            | มอมแมม / mommaem | [mɔːm.mɛːm]  | Gasto           |                                   |
| Toki Pona            | Toki Pona            | mani             | [mani]       | Dinheiro        |                                   |
| Tsez                 | Tsez                 | мец              | [mɛ̝t͡s]       | Língua          |                                   |
| Turca                | Turca                | benim            | [be̞nim]      | O meu           |                                   |
| Ucraniana            | Ucraniana            | молоко           | [mɔɫɔˈkɔ]    | Leite           |                                   |
| Urdu                 | Urdu                 | مکان             | [məkaːn]     | Casa            |                                   |
| Uigur                | Uigur                | مهن              | [mæn]        | Eu              |                                   |
| Vietnamita           | Vietnamita           | muối             | [mwojˀ˧˥]    | Sal             |                                   |
| Galês                | Galês                | mam              | [mam]        | Mãe             |                                   |
| Frísio ocidental     | Frísio ocidental     | mar              | [mar]        | Lago            |                                   |
| Yi                   | Yi                   | ꂷ / ma          | [ma˧]        | Bambu           |                                   |
| Zapoteco             | Tilquiapano          | man              | [maŋ]        | Animal          |                                   |